# 学习
學習是獲得新的理解、知識、行為、技能、價值觀、態度和偏好的過程。 人類與其他動物和一些機器都具備學習能力；也有證據表明某些植物具有某種學習能力。 有些學習是直接的，由單一事件（例如被熱爐燒）引起，但許多技能和知識是從重複經驗中積累起來的。學習引起的變化往往持續一生，很難區分似乎“丟失”的學習材料和無法恢復的材料。
人類從出生即開始學習（它甚至可能更早開始），並一直持續到死亡，這是人與環境之間持續互動的結果。涉及學習的性質和過程在許多領域都有研究，包括教育心理學、神經心理學、實驗心理學和教育學。在這些領域的研究導致了對各種學習的識別。例如，學習可能是由於習慣、經典條件反射、操作性條件反射或更複雜的活動（如游戲）而發生的，這些活動僅見於相對聰明的動物。 學習可能有意識地或無意識地發生。了解到無法避免或逃避的厭惡事件可能會導致稱為習得性無助的情況。 有證據表明人類在出生前進行行為學習，其中早在妊娠 32 週就已觀察到習慣，這表明中樞神經系統已充分發育並準備好在發育的早期發生學習和記憶。
一些理論家將遊戲視為一種學習形式。孩子們在世界中進行實驗，學習規則，並透過遊戲學習互動。 Lev Vygotsky 同意遊戲對於兒童的發展至關重要，因為他們通過玩教育遊戲來理解他們的環境。然而，對於 Vygotsky 來說，遊戲是學習語言和溝通的第一種形式，也是孩子開始理解規則和符號的階段。 這導致了一種觀點，即生物體的學習總是與符號過程（英語：Semiosis 或 sign process，意指涉及符號的任何形式的活動、行為或過程，包括意義的產生）有關。

## 词源
「學習」一詞最早可追溯至孔子在《論語》中所言：“學而時習之，不亦說乎？”意思是，学了之后及时、经常地进行温习和实习，不是一件很愉快的事情吗？按照孔子和其他中国古代教育家的看法，“学”就是闻、见与模仿，是获得信息、技能，主要是指接受感官信息（图像信息、声音信息及触觉味觉等等信息）与书本知识，有时还包括思想的含义。“学”是自学或有人教你学。“习”是巩固知识、技能的行为，一般有三种含义：温习、实习、练习。“学”偏重于思想意识的理论领域，“习”偏重于行动实习的实践方面。学习就是获得知识，形成技能，获得适应环境改变环境的能力的过程。实质上就是学、思、习、行的总称。學是指知識和經驗的累積，習是指知識和經驗的實踐。學屬知，習屬行。中國大儒王陽明曾提倡知行合一。
荀子在《劝学》中说道，“君子曰：学不可以已。”意思是，学习不可以停止，一定要持之以恒。

### 行为主义心理學的观点
學習是外在環境刺激引起的行為的变化，要有可观察、可测量的外在变化。古典制約和操作制約的研究。并且以个体获得经验为结果。

### 認知心理學的观点
学习是内在倾向或能力的变化，内在变化与外显行为并不完全一致。（当然内在的变化还必须由外在的变化来推测）
这种变化应是后天经验习得的，不是先天的反应或者生理成熟的作用。
这种变化要能保持一段时期。
综合两大学派可以这样来定义学习：学习是因经验而引起的行为或内在倾向与能力较为持久的良性变化。

## 学习的类型

### 布卢姆的教育目标分类
- 认知领域
  - 知识
  - 领会
  - 运用
  - 分析
  - 综合
  - 评价
- 情感领域
  - 接受
  - 反应
  - 价值化
  - 组织
  - 性格化
- 心因动作技能领域
  - 知觉
  - 定向
  - 反应
  - 机械动作
  - 复杂的外显反应
  - 适应
  - 创新

### 经典条件作用（Classical Conditioning）
是指一个先前不相关的刺激被与一个特定的反射性反应相联系，从而在以后出现该刺激时触发相同的反应。这种学习形式涉及到通过重复刺激和反应的关联来建立条件反射。巴甫洛夫的狗是一个经典的例子，当狗在被喂食的同时听到铃声，之后只要听到铃声就会分泌唾液。

### 操作性条件作用（Operant Conditioning）
是一种条件反射的形式。这种作用始于生物体的自愿行为（非反射性），然后这种行为导致环境以某种方式做出反应（即提供一种结果，可能是令人愉快或不愉快的）。这种结果又反过来成为一种反馈，影响生物再次执行任务的可能性。

### 观察学习（Observational Learning）
顾名思义，就是通过观察来学习。当一个人看到另一个人做出这种行为时，观察者可能会尝试模仿这种行为，从而学习新的行为或技能。详细来说，观察学习通常涉及观察者通过看到他人的经验和行为来获取信息，然后根据这些信息来调整自己的行为。例如，一个孩子通过观察父母如何骑自行车而学会骑自行车，而不是通过试错法或其他学习方式。
|                          | 经典条件反射             | 操作性条件反射         | 观察学习 |
| ------------------------ | ------------------------ | ---------------------- | -------- |
| 侧重于个体的直接经验     | 侧重于个体的直接经验     | 通过观察他人行为来学习 |          |
| 强调刺激和反应之间的关联 | 强调行为和结果之间的关联 |                        |          |
| 基于刺激和反应的关联建立 | 基于刺激和反应的关联建立 | 涉及到模仿他人         |          |

## 学习过程模型

### 加涅的学习结果分类
加涅把学习过程看作是由操作、执行控制和预期三个系统协同作用的过程。操作系统由受纳器、感觉登记器、工作记忆（包括短时记忆）系统、长时记忆系统、反应生成器和反应器组成。执行控制系统对信息、表征形式和加工策略的选择都具有指导和监控作用。预期指人的信息加工活动受目的指引。认知目的引导着加工方式的选择。认知加工活动的实现和预期目的的达到会带来情感的满足，由此进一步激励新的认知活动。 
从加涅的学习与记忆的信息加工模型来看，知识的学习过程经历着一个信息输入—编码—加工—贮存—提取—输出的过程，根据这样的信息流程和执行控制与预期系统的作用，加涅进一步把学习过程划分成八个相互联系的阶段：（1）动机阶段；（2）领会阶段；（3）获得阶段；（4）保持阶段；（5）回忆阶段；（6）概括阶段；（7）动作阶段，（8）反馈阶段。加涅指出，与各个阶段相应的心理状态不是自发产生的，而是在教学影响下出现的。

### 梅耶的学习过程模型
梅耶是美国当代著名的认知心理学家，他提出了一个简化的知识学习过程模型，该模型比较简捷地描述了知识学习的基本过程。从外部看，学习过程的两端是外部刺激（新知识）和可观察或可测量的行为反应。从内部看，学习过程始于学习者的注意（A），注意使学习者的经验指向于与当前学习任务有关的外界信息并激活相关的原有知识（B）；新知识进入工作记忆（短时记忆），当新知识进入工作记忆以后，学习者找出新知识各部分的内部联系(C)；然后学习者把新知识与原有的相关知识联系起来，找出新旧知识间的相同点和不同点(D)；最后，新学习的知识进入长时记忆（E）。

## 有效学习的条件
根据拉什利（K.S.Lashley）的脑功能整体说，学习活动的效率与大脑受损伤的面积及部位之间的关系为：与面积大小成反比，与部位无关。

### 内部条件
- 适当的知识准备
- 主动加工的心理倾向
- 明確的學習目標

### 外部条件
- 獎勵與回饋
- 反覆練習

### 学习技巧
参考 學習技巧。